# Кос-Анатольский, Анатолий Иосифович
Анатолий Иосифович Кос-Анато́льский (настоящая фамилия — Кос, 18 ноября [1 декабря] 1909, Коломыя, Цислейтания — 30 ноября 1983, Львов) — советский украинский композитор. Народный артист Украинской ССР (1969). Лауреат Сталинской премии третьей степени (1951).

## Биография
Родился 18 ноября (1 декабря) 1909 года в Коломые (ныне Ивано-Франковской области Украины) в семье врача Иосифа Михайловича и Лидии Ивановны. В доме любили музыку — отец Анатолия имел абсолютный музыкальный слух, мать хорошо играла на фортепиано.
Одновременно с учёбой в Станиславской гимназии (1919—1927), Анатолий получает и музыкальное образование в филиале Львовского Высшего музыкального института им. Н. Лысенко. Он учился в классе известного пианиста Тараса Шухевича. Однако вскоре Шухевич оставил работу в Высшем музыкальном институте и перешёл в Польскую консерваторию им. К. Шимановского. Он предложил Анатолию учить его бесплатно. Во время выпускного концерта-отчёта состоялась его встреча с композитором Станиславом Людкевичем, который отметил его выступление, посоветовав посвятить жизнь музыке. Молодой человек воспринял слова известного композитора как благословение.
Но отец убедил Анатолия получить другую профессию, которая бы дала заработок и благосостояние. Так в 1927 году он стал студентом юридического факультета Львовского университета, и, окончив его в 1931, пошёл работать в частную юридическую контору.
Сентябрь 1939 года — присоединение западноукраинских земель к УССР — коренным образом изменил судьбу молодого адвоката. Перед ним открылось множество возможностей проявить свои музыкальные знания и умения. Везде были нужны музыканты.
Анатолий Иосифович устроился преподавателем музыки в школу, работал концертмейстером в музыкальном училище, помогал оформлять кукольные спектакли во Дворце пионеров. Первой его самостоятельной творческой работой стало музыкальное оформление кукольного спектакля «Девочка и белочка». Работал концертмейстером, писал песни для детей, музыкальные интермедии. Перед Второй мировой войной стал музыкальным оформителем спектаклей Львовского музыкально-драматического театра.
С 1952 года преподавал во Львовской консерватории, с 1973 года — профессор.
С 1952 года — председатель правления Львовского отделения СК УССР.
Депутат ВС СССР 8—9 созывов (1970—1979).
Умер 30 ноября 1983 года. Похоронен во Львове на Лычаковском кладбище.

## Творчество
В полный голос произведения А. Кос-Анатольского прозвучали в послевоенные годы. Вокальность, порожденная пониманием характера национального украинского стиля, мелодичная пластика, яркая образность, помноженные на ощущение поэтической интонации, — все это способствовало их популярности.
Писал музыку на стихи известных поэтов П. Воронько, М. Рыльского, Райниса. Особенно близким и созвучным настроениям композитора стало творчество Владимира Сосюры. Оно вдохновила композитора на создание многочисленных романсов.
Рубеж 40-50-х гг. XX века — важный этап хорового творчества А. Кос-Анатольского. Кульминационной точкой этого периода стали произведения, за которые композитор в 1951 году был удостоен Сталинской премии (хоры «Встреча на стерне», «На горах Карпатах» «От Москвы до Карпат» на слова П. Воронько и др.).
Неиссякаемым источником творческого вдохновения для А. Кос-Анатольского стало песенное богатство Прикарпатья, образы жизни и быта украинских горцев. Карпатской земле он отдал дань своими произведениями, воспевая красоту и труд его тружеников.
Музыка Кос-Анатольского щедро вобрала разнообразные интонации, фольклорные формы, распространенные в западных областях Украины. Это прежде всего оптимистичные, задорные коломыйские мотивы, которые своей подвижной, общительной структурой, оживлёнными танцевальными ритмами особенно хорошо соответствуют жизнерадостному содержанию его песен. Выразительные формы частушки слышны во многих вокальных произведениях А. Кос-Анатольского, а в отдельных случаях (хоры «Верховина», «Коломыя-город») они перерастают в доминирующую сущность музыкального образа.
Важный интонационный источник, который питал творчество композитора, — народный бытовой романс (прежде всего в западноукраинских образцах). Бытовые лирические напевы придают мелодиям А. Кос-Анатольского гибкую мягкость, сентиментально-элегический оттенок. Нередко романсово-бытовые и карпатские коломыйские мотивы скрещиваются в произведениях композитора, вызывая к жизни весьма своеобразный и манящий мелодической насыщенностью интонационный сплав, как, скажем, в полном нежности романсе на слова Л. 3абашты «Затрембітай мне, вівчарю».
Характерная черта творческой палитры А. Кос-Анатольского — широкое использование жанровых сочетаний бытовых танцев — польки, вальса и т. п.
Важное место в наследии композитора занимают кантата «Бессмертный завет» (на собственные слова, 1963), вокальный терцет «Шевченко», романс «Не он один» («На годовщину Шевченко», на слова Леси Украинки).
Огромную популярность имеет песня-романс А. Кос-Анатольского «Ой ты, девушка, из ореха зернышко» на слова Ивана Франко.
Романсы композитора для колоратурного сопрано стали замечательным приобретением для концертных программ выдающихся украинских певиц как Беллы Руденко, Евгении Мирошниченко, Дианы Петриненко, Марии Стефюк и др.
Много сил отдавал Кос-Анатольский музыкальному театру — созданию опер и балетов. Особенно весомым стало слово А. Кос-Анатольского в развитии украинского балета. Балетная музыка занимает важнейшее место в его композиторском наследии. В своём первом балете «Платок Довбуша», поставленном во Львове (1951), композитор вывел на сцену героический образ легендарного разбойника. В ней впервые были открыты свежие, ещё не тронутые в истории музыкально-хореографического театра пласты гуцульского танцевального фольклора.
Среди произведений А. Кос-Анатольского немало образцов театрального, симфонического и камерно-инструментального жанров. Среди них, в частности, — первый в украинской музыке концерт для арфы с оркестром (1954), два фортепианных концерта, «Закарпатская рапсодия» для скрипки и фортепиано, ряд фортепианных и оркестровых миниатюр (1960—70-е гг.).
Своё вдохновение А. Кос-Анатольский всегда искал и находил в водовороте жизни, в человеческих судьбах, в народной песни, классических достижениях. Он верил в жизнеутверждающую силу традиций и призвал своих учеников беречь их, потому что именно в традициях — залог единства поколений, разъединённых временем, связь с прошлым и одновременно с будущим.
В последние годы жизни Анатолий Иосифович долго и терпеливо разыскивал памятники отечественной культуры, много усилий приложил для их реставрации, для создания музеев и музейных комнат, установки мемориальных знаков и пр..
В Черновцах, на старом кладбище, Анатолий Иосифович наткнулся на место захоронения известного культурного деятеля демократического движения на Буковине, поэта и драматурга, фольклориста и композитора Сидора Воробкевича. Он поднял вопрос о реставрации обелиска.
Тщательно разыскивал вещи для музея Н. Лысенко. Ценной реликвией этого музея стала найденная им красная китайка, которой в ноябре 1912 г., по старому казацкому обычаю, была накрыта могила классика украинской музыки.
Немалый вклад он сделал в литературно-музыкальную критику: опубликовал ряд статей, очерков, эссе, воспоминаний о выдающихся певцах, в том числе о Н. Менцинском, С. Крушельницкой, корифее западноукраинской музыки С. Людкевиче, о своих встречах с выдающимися писателями, поэтами, артистами, дирижёрами.
Публичные выступления композитора всегда привлекали внимание общественности. Его речи отличали эмоционально-трогательный пафосный тон, глубокий смысл, широкая эрудиция. Плодотворно работал композитор в области пропаганды музыкального искусства. Проводил лектории для молодежи на Львовском телевидении, встречался с рабочими и колхозниками, профессиональными и самодеятельными творческими коллективами.
Много лет возглавлял Львовскую композиторскую организацию, 30 лет вёл в консерватории класс композиции. Немало его выпускников пополнили Союз композиторов Украины и продолжают творчески развивать принципы своего педагога.
Кос-Анатольский написал почти 500 музыкальных произведений, 100 критических статей по вопросам музыки, литературы, культурно-общественной жизни. Сам писал стихи — на его тексты сочиняли песни другие композиторы.

## Избранные произведения
- Опера «Навстречу солнцу» (либретто Р. Братуня, 1957, 2-я ред. — «Заграва», 1959)
- Оперетта «Весенние грозы» (либретто Е. Кравченко, 1960)
  - Балеты
    - «Платок Довбуша» (1951)
    - «Сойкино крыло» (1956)
    - «Орыся» (1964)
- Вокально-симфонические произведения (кантаты, хоры, оратории)
  - «Новая Верховина» (1950),
  - «Давно те минуло» (сл. Т. Шевченко, 1961)
  - «Бессмертный завет» (на собственные слова, 1963)
  - «От Ниагары до Днепра» (сл. Р. Братуня, 1969)
  - «Львовская легенда» (сл. Р. Братуня, 1970)
  - «От Москвы до Карпат»
  - «Встреча на стерне» и др.
- Произведения для симфонического оркестра:
  - балетная сюита (1950-60)
  - «Гаудеамус» (1961)
- Инструментальные концерты: фортепианные концерты (1955, 1962), концерт для арфы (1954), рапсодия для скрипки с оркестром «На Верховине» (1982), «Закарпатская рапсодия» (для скрипки соло, 1952); произведения для фортепиано — «Шум Верховины» (1954), 12 прелюдий (1955), «Гуцульская токката» (1958), Скерцо (1959), «Буковинская сюита» (1982)
- Романсы, песни
- Кос-Анатольский А. Людкевич. К., 1951.

## Награды и премии
- орден Ленина (24.11.1960)
- орден Трудового Красного Знамени (30.06.1951)[3]
- орден Дружбы народов (30.11.1979)
- Сталинская премия третьей степени (1951) — за песни «От Москвы до Карпат», «Новая Верховина», «Встреча на поле»
- Государственная премия УССР имени Т. Г. Шевченко (1980) — за сборник «Вокальные произведения»
- Народный артист Украинской ССР (1969)